# Garewal Singh
Garewal Gurcharan Singh (11. svibnja 1911. — nadnevak smrti nepoznat) je bivši indijski hokejaš na travi. Rodom je bio iz sikhske obitelji.
Osvojio je zlatno odličje na hokejaškom turniru na Olimpijskim igrama 1936. u Berlinu igrajući za Britansku Indiju. Odigrao je 1 susret i to na mjestu braniča.

## Vanjske poveznice
- Profil na Database Olympics